# Scopalio verrens
Genre
Espèce
Scopalio verrens, unique représentant du genre Scopalio, est une espèce d'araignées aranéomorphes de la famille des Clubionidae.

## Distribution
Cette espèce est endémique de Bornéo. Elle se rencontre en Malaisie au Sabah et en Indonésie au Kalimantan.

## Description
Le mâle holotype mesure 2,75 mm et la femelle paratype 3,20 mm.

## Publication originale
- Deeleman-Reinhold, 2001 : Forest spiders of South East Asia: with a revision of the sac and ground spiders (Araneae: Clubionidae, Corinnidae, Liocranidae, Gnaphosidae, Prodidomidae and Trochanterriidae. Brill, Leiden, p. 1-591.